# نصاب الزكاة

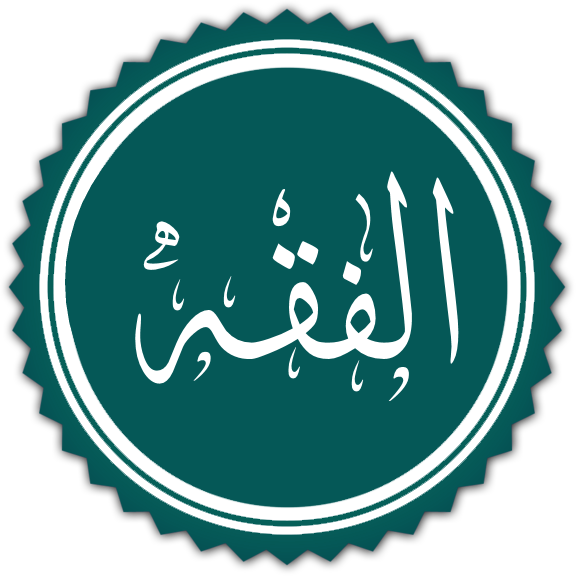

نصاب الزكاة هو ما نصبه الشارع علامة على وجوب الزكاة؛ سواء كان من النقدين أو غيرهما، وهو القدر الذي إذا وصل إليه المال وجبت فيه الزكاة، وتحديد أنصبة الزكاة في الأموال ثابت عن النبي ﷺ ولا يجوز تغيرها، ويختلف مقدار النصاب باختلاف المال المزكى، فنصاب الحبوب والثمار خمسة أوسق، ونصاب الإبل خمس ذود، وفي البقر ثلاثين وهذا أقل نصاب البقر، وفي الغنم أربعين ففيها شاة وهو أقل نصاب الغنم، وفي عروض التجارة ربع عشر قيمتها، وأما الذهب والفضة فربع العشر، وهو 20 مثقالاً أي ما يعادل 85 جراماً، أما الفضة فالنصاب هو 200 درهم من الفضة أي ما 595 جراماً من الفضة.

## مفهوم نصاب الزكاة
النصاب: هو مقدار معين من المال، لا تجب الزكاة في أقلّ منه، ويكون تقويم نصاب الزكاة في النقود المعدنية والأوراق النقدية وعروض التجارة والأسهم والسندات والصكوك على أساس قيمتها ذهباً.

## الحكمة من تحديد أنصبة الزكاة
- قدر من الحب والتمر خمسة أوسق: لأنها تكفي أقل أهل بيت إلى سنة، وذلك لأن أقل البيت الزوج والزوجة وثالث -خادم أو ولد بينهما -، وغالب قوت الإنسان رطل أو مُدٌّ من الطعام، فإذا أكل كل واحد من هؤلاء ذلك المقدار كفاهم لسنة، وبقيت بقية لنوائبهم أو إدامهم.[4]
- وقدّر من الورق خمس أواق: لأنها مقدار يكفي أقل أهل بيت سنة كاملة إذا كانت الأسعار موافقة في أكثر الأقطار، واستقرئ عادات البلاد المعتدلة في الرخص والغلاء تجد ذلك.
- وقدّر من الإبل خمس ذود: وجعل زكاته شاة، وإن كان الأصل ألا تؤخذ الزكاة إلا من جنس المال، وأن يجعل النصاب عدداً له بال؛ لأن الإبل أعظم المواشي جثة، وأكثرها فائدة: يمكن أن تُذبح، وتُركب، وتُحلب، ويُطلب منها النسل، ويُستدفأ بأوبارها وجلودها، وكان البعير يسوَّى في ذلك الزمان بعشر شياه، وبثمان شياه، واثنتي عشرة شاة، كما ورد في كثير من الأحاديث فجعل خمس ذود في حكم أدنى نصاب من الغنم، وجعل فيها شاة.[11]

## تغيير نصاب الزكاة في الحول
بيع النصاب من عروض التجارة بمثله أثناء الحول لا يقطع الحول؛ لأن الزكاة تجب في قيمة العروض لا في نفسها:
- وذهب المالكية والحنابلة إلى أنه إذا باع نصاباً للزكاة مما يعتبر فيه الحول بجنسه كالإبل بالإبل، أو البقر بالبقر، أو الغنم بالغنم، أو الذهب بالذهب، أو الفضة بالفضة، لم ينقطع الحول، وبنى حول البدل على حول النصاب الأول (المبدل منه)؛ لأنه نصاب يضم نماؤه في الحول، فبنى حول بدله من جنسه على حوله كالعروض.[12]
- وذهب الشافعية إلى أن الحول ينقطع بهذه المبادلة ما لم تكن للتجارة، فلا ينقطع الحول إلا في الصرف فينقطع، ويستأنف حول جديد، لقوله ﷺ: لا زكاة في مال حتى يحول عليه الحول.[13]
- أما الحنفية، فقد وافقوا المالكية والحنابلة في الأثمان، ووافقوا الشافعية فيما سواها، لأن الزكاة إنما وجبت في الأثمان عندهم، لكونها ثمناً، بخلاف غيرها من الأموال الأخرى.[12]

أما إذا باع نصابا للزكاة بغير جنسه، كإبل ببقر، فقد اتفقوا على انقطاع الحول واستئناف حول جديد، إذا لم يكن هذا فراراً من الزكاة.

## نصاب الزكاة

### نصاب زكاة الحبوب والثمار
نصاب زكاة الحبوب والثمار خمسة أوسق، والوسق ستون صاعاً، والصاع أربعة أمداد، والمد ملء كفي الرجل المعتدل، فيكون الصاع أربع حفنات بكفي الرجل المعتدل، وتعتبر خمسة الأوسق بعد التصفية في الحبوب والجفاف في الثمر.
والوسق بالموازين المعاصرة ( 612 كيلوجراماً) من القمح ونحوه، وما لا يكال يكون النصاب فيه مقدار النصاب في أوسط الحبوب المقتاتة في الغالب، ويكون تقدير الزكاة في الثمار بطريق الخرص (التقدير التقريبي) من أهل الخبرة والعدول.
ومقدار الواجب فيها بحسب طريقة سقيه، فإن كان يسقى بدون كلفة كالذي يسقى بماء المطر والأنهار ففيه العشر، أما الذي يسقى بكلفة كالذي يسقى بالسواقي ومضخات رفع الماء ففيه نصف العشر، وهذا هو الثابت عن أبي هريرة أن رسول الله ﷺ قال: "فيما سقت السماء العشر، وفيما سقي بالنضح نصف العشر".

### نصاب زكاة الأنعام

#### نصاب زكاة الإبل
نصاب الإبل، لا زكاة فيها حتى تبلغ خمس ذود، وهذا أقل نصاب الإبل، وتفصيل ذلك في حديث أنس: أن أبا بكر كتب له لما وجهه إلى البحرين: "بسم الله الرحمن الرحيم، هذه فريضة الصدقة التي فرض رسول الله ﷺ على المسلمين، والتي أمر الله بِها رسوله، فمن سُئلها من المسلمين على وجهها فليعطها، ومن سُئل فوقها فلا يعط: في أربع وعشرين من الإبل فما دونها من الغنم، من كل خمس شاة، فإذا بلغت خمساً وعشرين إلى خمسٍ وثلاثين ففيها بنت مخاض، أنثى، فإذا بلغت ستّاً وثلاثين إلى خمس وأربعين ففيها بنت لبون أنثى، فإذا بلغت ستّاً وأربعين إلى ستين ففيها حقة طروقة الجمل، فإذا بلغت واحدة وستين إلى خمس وسبعين ففيها جذعة، فإذا بلغت- يعني ستّاً وسبعين- إلى تسعين ففيها بنتا لبون، فإذا بلغت إحدى وتسعين إلى عشرين ومائة ففيها حقتان طروقتا الجمل، فإذا زادت على عشرين ومائة ففي كل أربعين بنت لبون، وفي كل خمسين حقة، ومن لم يكن معه إلا أربع من الإبل فليس فيها صدقة إلا أن يشاء ربّها، فإذا بلغت خمساً من الإبل ففيها شاة.. "، ونصاب زكاة الإبل ومقدار الزكاة الواجبة فيها على النحو التالي:
| من                                                                  | إلى | مقدار الزكاة  | ملاحظة                             |
| 1                                                                   | 4   | ليس فيها زكاة |                                    |
| 5                                                                   | 9   | شاة واحدة     |                                    |
| 10                                                                  | 14  | شاتان         |                                    |
| 15                                                                  | 19  | ثلاث شياه     |                                    |
| 20                                                                  | 24  | أربع شياه     |                                    |
| 25                                                                  | 35  | بنت مخاض      | وهي أنثى الإبل التي أتمت سنة       |
| 36                                                                  | 45  | بنت لبون      | وهي أنثى الإبل التي أتمت سنتين     |
| 46                                                                  | 60  | حقة           | وهي أنثى الإبل التي أتمت ثلاث سنين |
| 61                                                                  | 75  | جذعة          | وهي أنثى الإبل التي أتمت أربع سنين |
| 76                                                                  | 90  | بنتا لبون     |                                    |
| 91                                                                  | 120 | حقتان         |                                    |
| وهكذا، ما زاد على ذلك يكون في كل خمسين حقة، وفي كل أربعين بنت لبون. |     |               |                                    |

#### نصاب زكاة البقر
أول نصاب البقر ثلاثون وفرضه تبيع، وهو الذى له سنة، وفي أربعين مسنة وهي التي لها سنتان، وعلى هذا ابداً في كل ثلاثين تبيع وفي كل أربعين مسنة، لما روى معاذ، قال: "بعثني رسول الله ﷺ إلى اليمن، وأمرني ان آخذ من كل أربعين بقرة، بقرة، ومن كل ثلاثين، تبيعاً أو تبيعة"، ونصاب زكاة البقر ومقدار الزكاة الواجبة فيها على النحو التالي:
| من                                                                     | إلى | مقدار الزكاة              | ملاحظة                                              |
| 1                                                                      | 29  | لا شيء فيها               |                                                     |
| 30                                                                     | 39  | تبيع أو تبيعة             | وهو ما أتم من البقر سنة، ودخل الثانية، ذكراً أو أنثى |
| 40                                                                     | 59  | مسنة                      | أنثى البقر التي أتمت سنتين، ودخلت الثالثة           |
| 60                                                                     | 69  | تبيعان أو تبيعتان         |                                                     |
| 70                                                                     | 79  | مسنة وتبيع                |                                                     |
| 80                                                                     | 89  | مسنتان                    |                                                     |
| 90                                                                     | 99  | ثلاثة أتبعة               |                                                     |
| 100                                                                    | 109 | مسنة وتبيعان              |                                                     |
| 110                                                                    | 119 | مسنتان وتبيع              |                                                     |
| 120                                                                    | 129 | ثلاث مسنات أو أربعة أتبعة |                                                     |
| وهكذا، ما زاد عن ذلك، ففي كل ثلاثين تبيع أو تبيعه، وفي كل أربعين مسنة. |     |                           |                                                     |

#### نصاب زكاة الغنم
لا زكاة فيها حتى تبلغ أربعين وهو أقل نصاب الغنم، فإذا بلغت عشرين ومائة: شاة، فإذا زادت على عشرين ومائة إلى مائتين: شاتان، فإذا زادت على مائتين إلى ثلاث مائة ففيها ثلاث، فإذا زادت على ثلاث مائة ففي كل مائة شاة، ويكون نصاب زكاة الغنم ومقدار الزكاة الواجبة فيها على النحو التالي:
| من | إلى | مقدار الزكاة | ملاحظة                      |
| 1 | 39  | لا شيء فيها  |                             |
| 40 | 120 | شاة واحدة    | أنثى من الغنم لا تقل عن سنة |
| 121 | 200 | شاتان        |                             |
| 201 | 399 | ثلاث شياة    |                             |
| 400 | 499 | أربع شياة    |                             |
| 500 | 599 | خمس شياة     |                             |
| وهكذا، ما زاد عن ذلك، ففي كل مائة شاة، شاة واحدة، وتضم المعز والضأن بعضها إلى بعض في إكمال النصاب، حيث إنهما صنفان لجنس واحد وهو الغنم. |     |              |                             |

### نصاب زكاة الذهب والفضة
إذا تمت الفضة مائتي درهمٍ، والذهب عشرين ديناراً فالواجب في كلٍ منهما: ربع العشر، وقد ثبت ذلك في حديث أنس الذي كتب له أبو بكر في فريضة الصدقة التي فرض رسول الله ﷺ على المسلمين، وفيه: "وفي الرقة ربع العشر، فإن لم تكن إلا تسعين ومائة فليس فيها شيء إلا أن يشاء ربها"؛ ولحديث علي  عن النبي ﷺ أنه قال: "هاتوا ربع العشور: من كل أربعين درهماً درهم، وليس عليكم شيء حتى تتمّ مائتي درهمٍ، فإذا كانت مائتي درهمٍ ففيها خمسة دراهم، فما زاد فعلى حساب ذلك.
والذهب المعتبر في تحديد نصاب الزكاة هو عيار 24؛ لأن عيار 21، أو 18 ليس ذهبًا صافيًا، بل هو مخلوط بمعادن أخرى، فمن عنده عيار آخر من ذهب 21 أو 18 أو غيرهما، فالزكاة تجب في الصافي منه فقط.
- عيار 24: 85 جراماً[25]
- عيار 22: 92.7 جراماً
- عيار 21: 97.1 جراماً
- عيار 18: 113.3 جراماً
- عيار 14: 145.7 جراماً
- عيار 10: 204 جراماً

- الفضة المعتبرة في تحديد نصاب الزكاة هو عيار 1000:[26]
  - 595 جرام من الفضة عيار 99.9

### نصاب زكاة عروض التجارة
نصاب الزكاة في عروض التجارة معتبر بقيمتها، ومقداره كنصاب الـورق النقـدي، فـإذا كانـت قيمـة العـروض مسـاوية لقيمة (595 جراماً) مـن الفضـة وجبـت فيها الزكاة، والقدر الواجب إخراجه: ربع العشر من قيمة العروض التجارية في السوق عند مضي الحول، والمعتبر عند التقويم سعر البيع، فإذا كان البيع بالجملة، فإن المعتبر سعر الجملة، وإذا كان البيع بالتجزئة، فالمعتبر سعر التجزئة.

### نصاب زكاة الركاز
لا يشترط في الركاز نصاب ولا حول، ويجب في الركاز إذا وجده الإنسان الخمس، وأربعة أخماسه لواجده من مسلم وكافر.
ويجب الخمس في قليله وكثيره، فمتى وجده أخرج زكاته، عن أبي هريرة  أن رسول الله ﷺ قال: «وفي الركاز الخمس».

## كيف تحسب الزكاة
كيفية حساب نصاب المال بقيمة الذهب وبقيمة الفضة:
- نصاب الذهب بالعملة المحلية = سعر جرام الذهب عيار 24 (بنفس العملة) 85X
- نصاب الفضة بالعملة المحلية = سعر جرام الفضة عيار 99.9 (بنفس العملة) 595X